# Lago Schwarzsee (Pizol)
O Lago Schwarzsee (Pizol) Literalmente “O Lago Negro” é um lago de alta montanha que se localiza a uma altitude de 2368 m sobre a Montanha Pizol que se eleva a 2844 m. nos Alpes Glarus, na Suíça.